# Mucarna

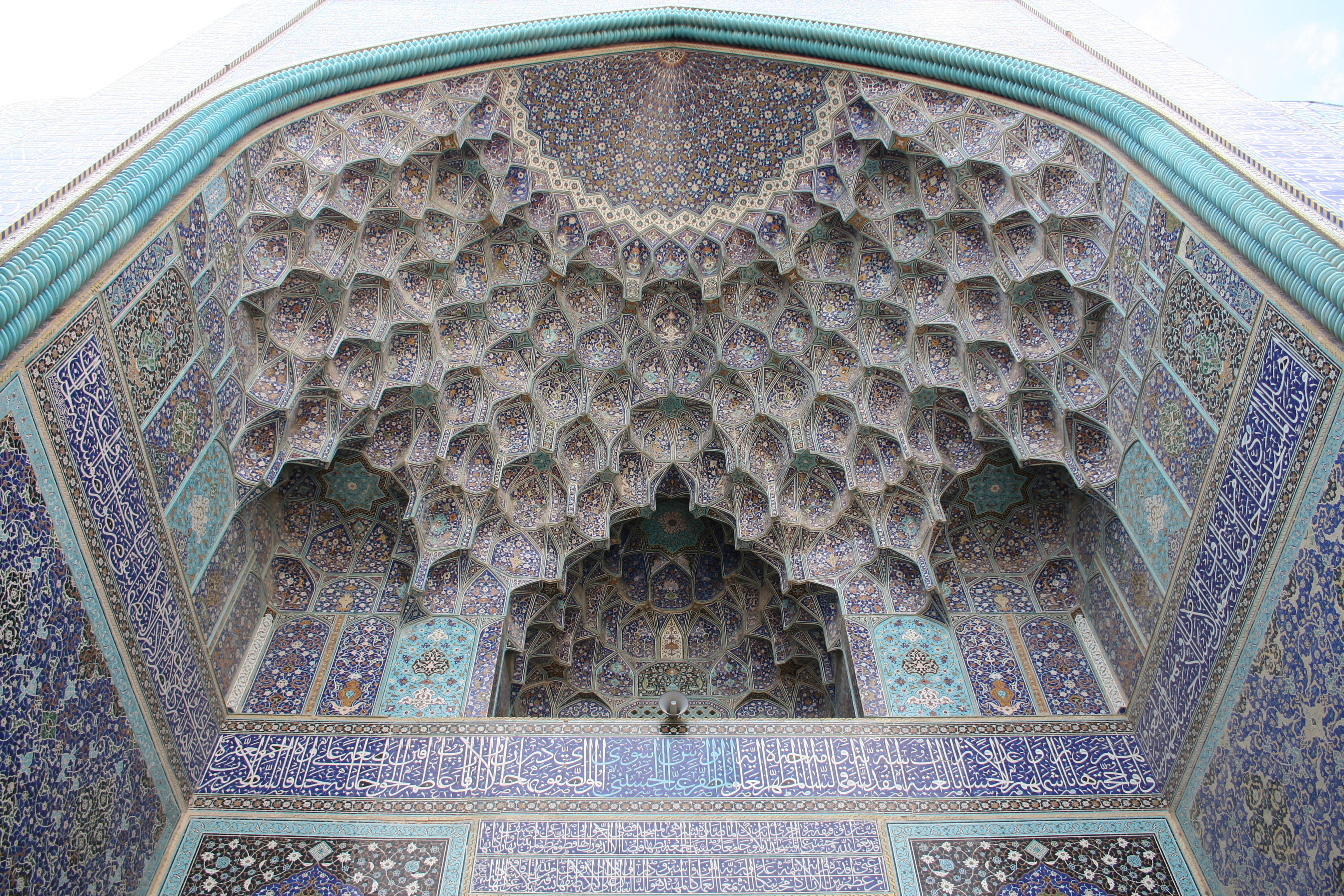
Mucarnas no ivã (portal) da Mesquita do Xá em Ispaã, Irão

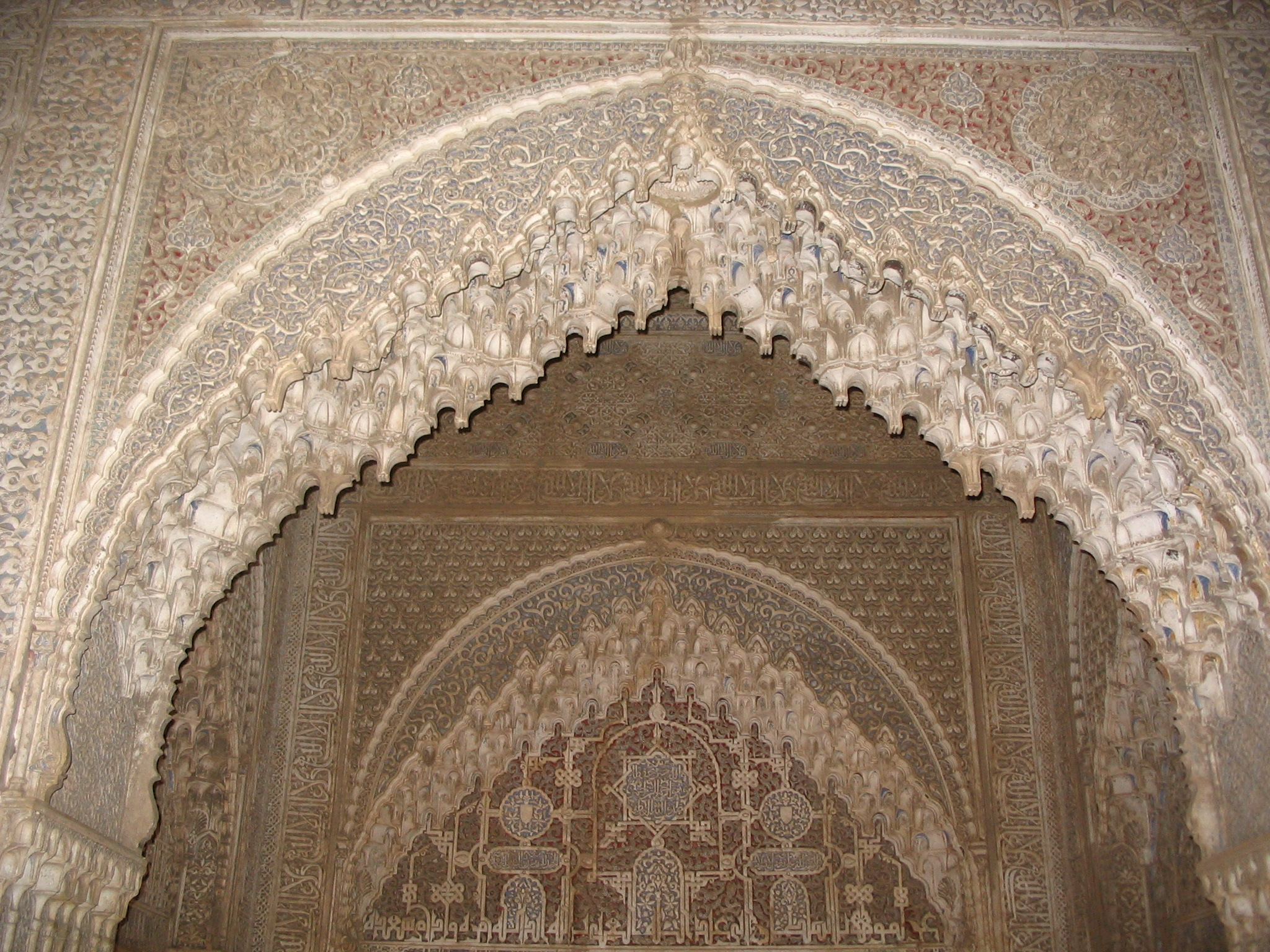
Arco com muqarnas no miradouro de Lindaraja, na Alhambra (Granada, Espanha)

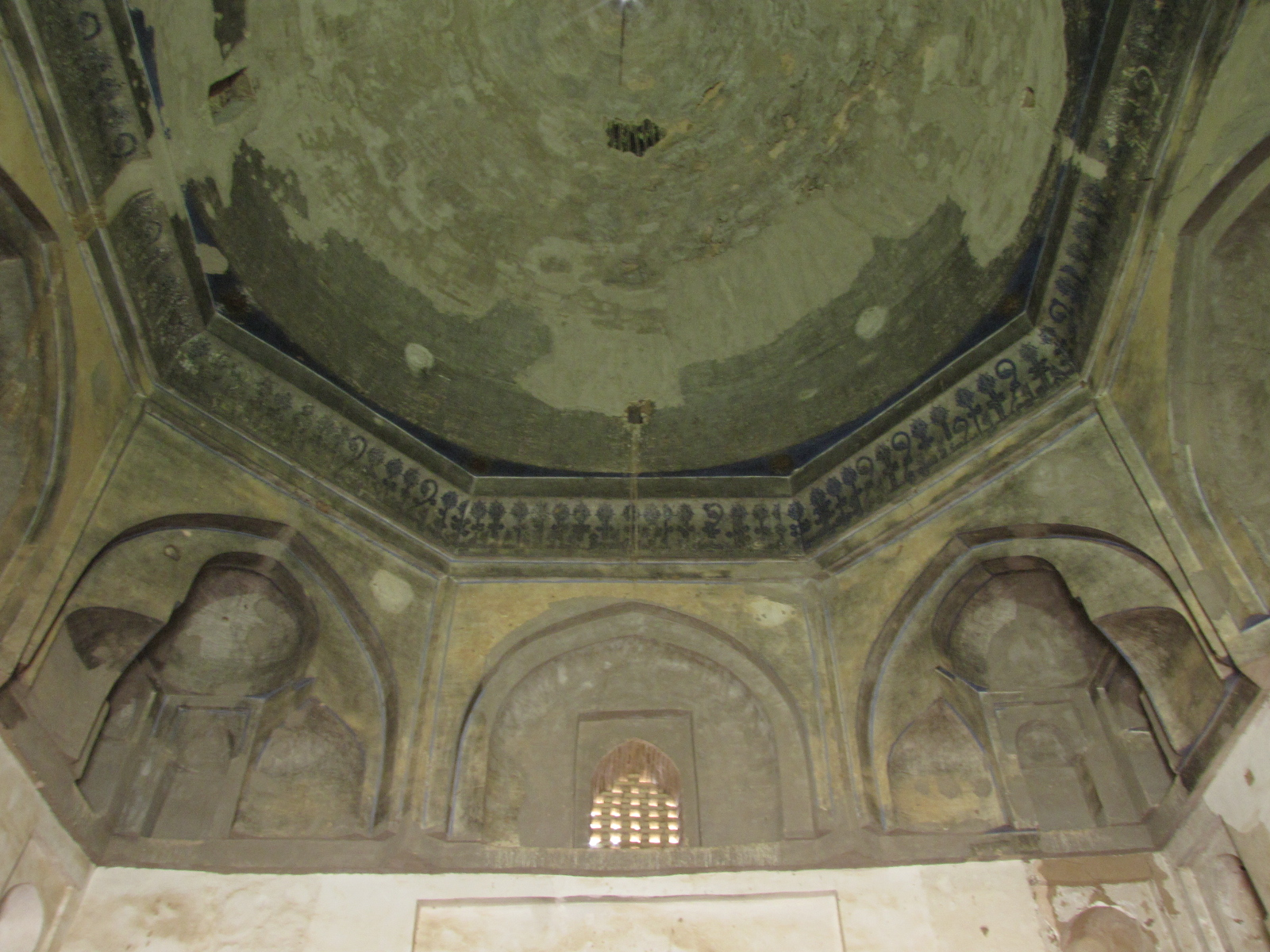
Exemplo antigo de mucarnas tripartidas simples de trompas de ângulos sob a cúpula do em Iazde

Mucarna (em árabe: مقرنص‎; em persa: مقرنس‎, muqarbaṣ) é uma forma de ornamento arquitetónico em forma de abóbada, que pode ser descrita como «a subdivisão geométrica de uma trompa de ângulo, cúpula ou mísula, num elevado número de abóbadas em miniatura, que formam uma espécie de estrutura celular». Por vezes são também chamadas abóbadas "em favo de mel", devido à semelhança com essas estruturas. As mucarnas são usadas em cúpulas e principalmente em semicúpulas em entradas e absides, sobretudo na arquitetura tradicional islâmica e persa. Quando alguns dos elementos se projetam para baixo, podem ser chamadas mocárabes (مقربص, al-muqarbaṣ) que por fazerem lembrar estalactites, também são chamados "abóbadas em estalactite".
As mucarnas surgiram aproximadamente em meados do século X no nordeste do Irão e quase em simultâneo, embora aparentemente de forma independente, no Norte de África. Alguns dos exemplo mais magníficos podem ser observados na Alhambra de Granada (Espanha), no Palácio Abássida de Bagdade (Iraque) e no mausoléu do sultão mameluco Qaitbay do Cairo (Egito). Fora do mundo islâmico também há exemplos do uso de mucarnas, como na arquitetura arménia, na decoração dos grandes telhados retangulares de madeira da Capela Palatina, construída no século XII em Palermo (Sicília) e noutros edifícios importantes do período normando da Sicília.[carece de fontes?]
Tipicamente, as mucarnas, de forma côncava e viradas para baixo, são aplicadas na parte inferior de cúpulas, pendículos, cornijas, trompas de ângulo, arcos e abóbadas.
Não têm um papel estrutural significativo; nem sempre são escavadas nos blocos estruturais da cúpula, podendo ser suspensas de um teto estrutural apenas como superfícies puramente decorativas.[carece de fontes?] Podem ser feitas de tijolo, pedra, estuque ou madeira e revestidas com cerâmica ou gesso. As células individuais por vezes são chamadas alvéolos.

## Origem
Os primeiros monumentos a fazer uso desta característica datam do século XI e são encontrados no Iraque, Norte da África, Irão, Ásia Central e Alto Egito. Este surgimento aparentemente quase simultâneo em regiões distantes do mundo islâmico levou a diferentes teorias acadêmicas sobre a sua origem e difusão. Alguns dos primeiros estudiosos da arte islâmica, como KAC Creswell e Georges Marçais, acreditam que as evidências apontam para um desenvolvimento paralelo simultâneo nessas diferentes regiões. Outros propõem que se originaram numa região pelo menos um século antes e então se espalharam a partir daí.
A evidência mais antiga de elementos semelhantes a mucarnas, embora não seja mais do que uma conjetura, vem de fragmentos de estuque encontrados em Nishapur, Irão, datados do século IX ou X. Esses fragmentos têm formas triangulares côncavas e foram reconstruídos pelos escavadores como uma trompa de ângulo tripartida. Os primeiros exemplos sobreviventes preservados in situ são trompas de ângulo tripartidas usados como elementos de transição para cúpulas e semi-cúpulas.
Esses exemplos incluem o Mausoléu de Arabe-Ata (977–978) em Tim (perto de Samarcanda) no Usbequistão, o Gunbad-i Qabus (1006–1007) no nordeste do Irão e o Mausoléu do Imame Duvazda (1037–1038) em Iazde, Irão. Com base nas evidências de Nixapur e Tim, alguns estudiosos acreditam que as mucarnas tiveram origem no nordeste do Irã e que foram posteriormente desenvolvidas na posterior arquitetura seljúcida, como visto nas cúpulas seljúcidas da Grande Mesquita de Isfahan (1088).
A cúpula com mucarnas mais antiga que sobreviveu até aos tempos modernos foi a do Mausoléu do Imame Dur em Samarra, concluída em 1090. (Este santuário foi dado como destruído pelo Estado Islâmico em outubro de 2014.) Com base neste exemplo e na rápida disseminação das mucarnas abobadadas pelo mundo islâmico, alguns estudiosos acreditam que o papel principal no seu desenvolvimento foi desempenhado pelo Iraque sob o Califado Abássida, provavelmente no início do século XI, quando os Abássidas em Bagdade passavam por um renascimento.